# Asag
Asag ali Azag je pošastni demon iz sumerske mitološke pesnitve Lugal-e. Bil je tako strašen, da so se v njegovi prisotnosti ribe v rekah žive skuhale. 
V bitke ga je spremljala  vojska skalnih demonov, njegovih potomcev, rojenih iz njegove zveze s samimi gorami.
Asaga je premagal akadski bog sonca Ninurta s pomočjo njegovega čarobnega kija Šarurja, potem ko je za nasvet prosil boga Enkija.

## Sklic
1. ↑   Black, J.A., Green, A., & Rickards, T. (2014). Gods, demons, and symbols of ancient Mesopotamia: An illustrated dictionary. Austin: Univ. of Texas Press. str. 35-36.